# Vale Royal
Vale Royal este un district nemetropolitan în Regatul Unit, în comitatul Cheshire din regiunea North West, Anglia.

## Istoric

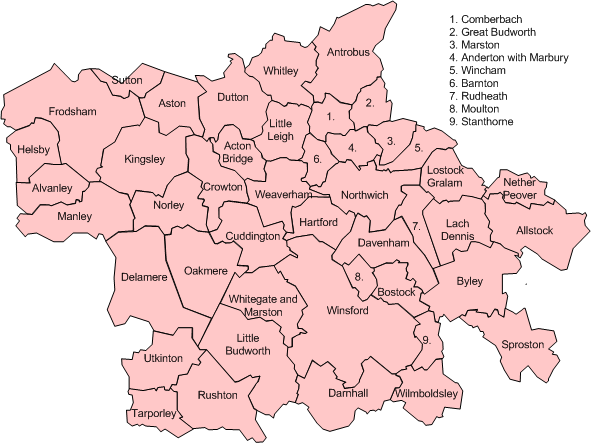
Parohiile civile din cadrul districtului

## Orașe din cadrul districtului
- Frodsham
- Northwich
- Winsford

## Vedeți și
- Listă de orașe din Regatul Unit